# As Long as He Needs Me

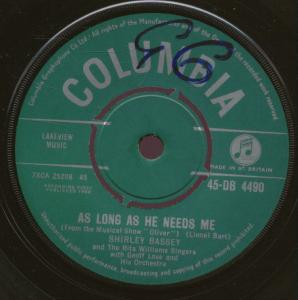

As Long as He Needs Me è la canzone più famosa del musical di Lionel Bart del 1960 Oliver! e dell'omonimo film del 1968. Il musical, debuttato nel West End londinese, è tratto dal romanzo di Charles Dickens Le avventure di Oliver Twist.
La canzone è canzone è cantata da Nancy, prototipo del personaggio letterario ricorrente della prostituta dal cuore d'oro. La giovane donna è perdutamente innamorata di Bill Sikes, un brutale criminale che la maltratta. Nancy, però, non si cura del modo con cui lui la tratta e continua ad amarlo indefessamente, nonostante questo amore finirà per portarla alla morte.
In un Reprise della canzone situato verso la fine del secondo atto, Nancy comincia a rivedere la situazione e sente nascere in sé una sorta di amore materno per il povero Oliver Twist, con cui antepone l'amore per Bill Sikes.
Esiste anche una versione maschile della canzone, reintitolata As Long as She Needs Me.

## Interpreti principale
- Lionel Bart
- Josephine Barstow (1991)
- Shirley Bassey (1960)
- Georgia Brown (Produzione originale londinese), Georgia Brown Sings Gershwin/Georgia Brown (2003)
- Anita Bryant
- Sergio Franchi - Nell'album Broadway, I Love You[1]
- Alma Cogan - Celebration (2006)
- Kim Criswell (1988)
- Sammy Davis Jr. (As Long as She Needs Me) (1963)
- Doris Day - Latin for Lovers/Love Him (1995)
- Sally Dexter (London revival cast) (1994)
- The Drifters (1965)
- Maureen Evans
- Michael Feinstein - Romance on Film/Romance on Broadway (2002)
- Connie Fisher
- Judy Garland
- Eydie Gormé - Sings Great Songs from the Sound of Music (2003)
- Buddy Greco
- Joni James (1962)
- Anita Kerr (1963)
- Bonnie Langford (1994)
- Steve Lawrence
- Liberace
- Patti LuPone
- Mantovani
- Ann-Margret
- Andrea McArdle
- Matt Monro
- Vaughn Monroe
- Peter Nero
- Gene Pitney
- Jodie Prenger (London revival cast) (2009)
- Frankie Randall
- Lea Salonga
- Kate Smith (1963)
- Sonia Swaby (1998 nel concerto Hey, Mr. Producer in onore di Cameron Mackintosh)
- Sally Ann Triplett
- Sarah Vaughan
- Shani Wallis (Film Soundtrack) (1968)
- Dionne Warwick - Dionne Warwick's Greatest Motion Picture Hits (1969)
- Marti Webb (2003)
- Nancy Wilson - The Best of Nancy Wilson (2002)
- Barbara Windsor

La canzone è stata cantata anche da due differenti concorrenti di American Idol: Nadia Turner nel 2005 e Melinda Doolittle nel 2007.